# Jurema-preta
Mimosa tenuiflora, sin. Mimosa hostilis, também conhecida como jurema-preta, Calumbi (Brasil), Tepezcohuite (México), carbonal, cabrera, jurema, binho de jurema, é uma árvore perene ou arbusto pertencente à família Fabaceae, da ordem das Fabales, típica da caatinga, ocorrendo praticamente em quase toda região Nordeste do Brasil (Alagoas, Paraíba, Rio Grande do Norte, Ceará, Pernambuco, Bahia) e encontrada no México, em El Salvador, Honduras como também no Panamá, na Colômbia e na Venezuela. É mais frequentemente encontrado em altitudes mais baixas, mas pode ser encontrado em altitudes de até mil metros.

## Descrição
Os ramos semelhantes a samambaias têm folhas semelhantes a Mimosa, possui folhas pequenas alternas, compostas e bipinadas com vários pares de pinas opostas, crescendo até 5 cm de comprimento. Cada folha composta contém 15–33 pares de folíolos verdes brilhantes com 5–6 mm de comprimento. A árvore em si cresce até 8 m de altura e pode atingir 4–5 m de altura em menos de 5 anos. As flores brancas e perfumadas ocorrem em pontas frouxamente cilíndricas com 4–8 cm de comprimento. No Hemisfério Sul ela floresce principalmente de setembro a janeiro, o fruto amadurece de fevereiro a abril. No Hemisfério Norte floresce e produz frutos de novembro a junho ou julho. A fruta é quebradiça e tem em média 2,5–5 cm de comprimento. Cada vagem contém 4–6 sementes ovais, planas, marrom-claras e 3–4 mm de diâmetro. Existem cerca de 145 sementes/1g. Possui espinhos e apresenta bastante resistência às secas com grande capacidade de rebrota durante todo o ano, bem adaptada para um clima seco.

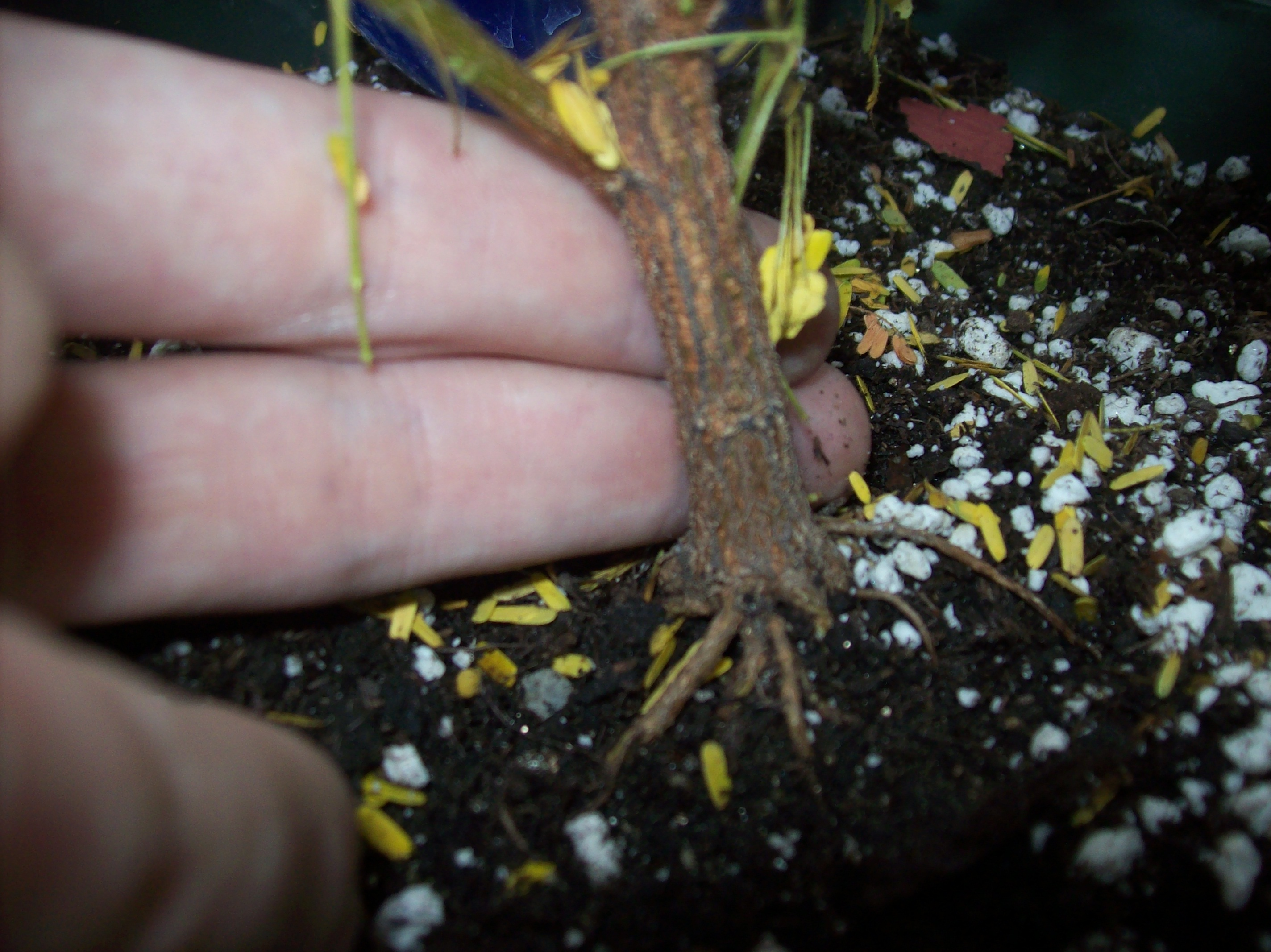
Muda pequena de Mimosa tenuiflora com brotos e raízes

A casca da árvore varia de marrom-escuro a cinza. Ele se divide longitudinalmente e o interior é marrom-avermelhado.
A madeira da árvore é marrom-avermelhada escura com centro amarelo. É muito denso, durável e forte, tendo uma densidade de cerca de 1,11 g/cm.
Mimosa hostilis se dá muito bem após um incêndio florestal ou outro grande distúrbio ecológico. É uma prolífica planta pioneira. Deixa cair suas folhas no chão, formando continuamente uma fina camada de cobertura morta e eventualmente húmus. Junto com sua capacidade de fixar nitrogênio, a árvore condiciona o solo, preparando-o para o surgimento de outras espécies de plantas.
Segundo classificação apresentada no Erowid, a jurema-preta corresponde à Mimosa hostilis. Para Menezes, corresponde à Mimosa nigra ou Acacia jurema M., segundo ele semelhante à jurema-branca esgalhada e armada. Na descrição de Von Martius (1794–1868), no livro Flora brasiliensis (1840–1906), a Mimosa hostilis pertence à familia Leguminosae (Fabaceae); subfamilia Mimoseae; tribo Eumimoseae (Mimosa L.), sect. Habbasia e ser. Leptostachyae.

## Uso medicinal

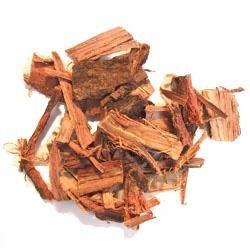
Mimosa tenuiflora casca da raiz

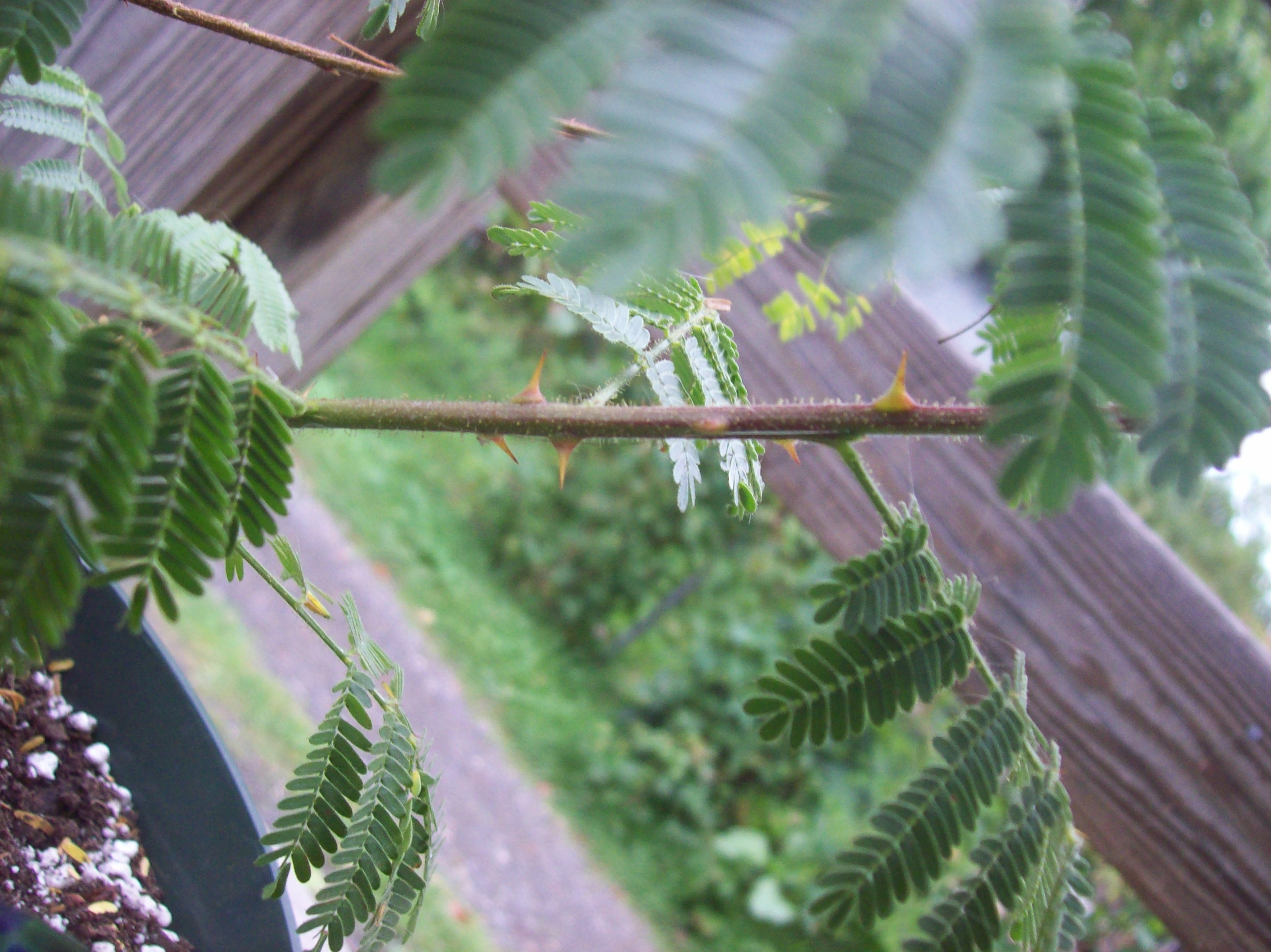
Mimosa tenuiflora

Um chá feito de folhas e caule tem sido usado para tratar dores de dente.  Para casos de tosse e bronquite, um extrato aquoso (decocção) de Mimosa tenuiflora é bebido.  Um punhado de casca em um litro de água é usado sozinho ou em xarope. A solução é bebida até que os sintomas desapareçam.
Um estudo clínico preliminar descobriu que Mimosa tenuiflora é eficaz no tratamento de ulcerações venosas nas pernas.
Extratos aquosos de  Mimosa  são amplamente utilizados para cicatrização de feridas e queimaduras na América Central e do Sul. Consequentemente, os produtos da planta (geralmente agrupados sob o termo "Tepezcohuite") tornaram-se populares e como ingredientes em cosméticos comerciais.

## Uso enteogênico

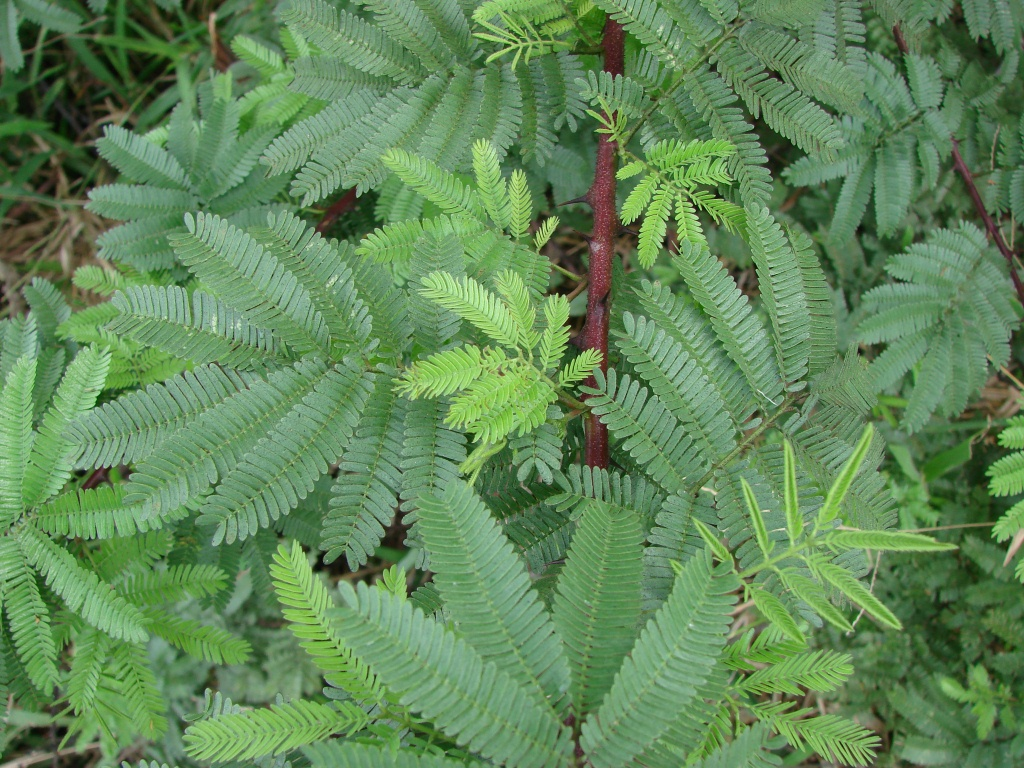
Mimosa tenuiflora syn. Mimosa hostilis

Usada pelos índios xucurus-cariris em conjunto com a jurema-branca (Piptadenia stipulacea). É utilizada tradicionalmente para fins medicinais e religiosos. Sua casca é usada para fins medicinais e a casca de sua raiz é a parte da planta usada nas cerimônias religiosas pois possui grande quantidade de substâncias psicoativas da classe das triptaminas, como o DMT.
Mimosa tenuiflora é um enteógeno usado pelo Culto da Jurema (O Culto da Jurema) no nordeste do Brasil. Foi recentemente demonstrado que a casca da raiz mexicana seca de Mimosa tenuiflora tem um Conteúdo de dimetiltriptamina (DMT) de cerca de 1-1,7%.  A casca do caule tem cerca de 0,03% de DMT.
As partes da árvore são tradicionalmente utilizadas no Nordeste do Brasil em uma psicoativa decocção também chamada de Jurema ou Yurema. Analogamente, o sacramento tradicional da Amazônia Ocidental Ayahuasca é produzido a partir de vinhas indígenas ayahuasca.
Entretanto, até o momento não foram detectadas β-carbolinas como os alcalóides harmala em decocções de Mimosa tenuiflora, mas a Jurema é utilizada em combinação com diversas plantas.
Isso apresenta desafios para a compreensão farmacológica de como o DMT da planta é tornado oralmente ativo como um enteógeno,porque a psicoatividade do DMT ingerido requer a presença de um inibidor da monoamina oxidase (IMAO), como uma β-carbolina. Se um IMAO não estiver presente na planta nem for adicionado à mistura, a enzima monoamina oxidase (MAO) metabolizará o DMT no intestino humano, impedindo que a molécula ativa entre no sangue e no cérebro.
A planta também é usada na fabricação clandestina de DMT cristalino. Nesta forma, é psicoativo por si só quando vaporizado e inalado.
O isolamento do composto químico yuremamina de Mimosa tenuiflora, conforme relatado em 2005, representa uma nova classe de fitoindoles, o que pode explicar uma aparente atividade oral do DMT na Jurema .

## Propridades químicas
A casca é conhecida por ser rica em tanino, saponinas, alcalóides, lipídios, Fitoesterol, glicosídeos, xilose, ramnose, arabinose, lupeol, metoxicalcona e kuculcanina. Além disso, Mimosa hostilis contém labdane e diterpeno.